# Кайшаури, Георгий Владимирович
Гео́ргий (Гоги) Влади́мирович Кайшау́ри (род. 20 апреля 1945, Душети, Грузинская ССР) — советский футболист, нападающий. Известен по выступлениям за «Спартак» (Орджоникидзе), «Локомотив» (Тбилиси) и «Энергетик» (Душанбе).

## Биография
Георгий Кайшаури родился 20 апреля 1945 года. Начинал заниматься футболом в Грузии, его тренером в детской спортивной школе был Андрей Иванович Зазроев.
В 1965 году Кайшаури играл за «Энергетик» (Душанбе), а в 1966—1967 годах — за «Локомотив» (Тбилиси); обе команды выступали в те годы в первой лиге чемпионата СССР по футболу.
В 1968 году по приглашению Зазроева Кайшаури перешёл в «Спартак» (Орджоникидзе). За этот клуб он выступал в течение десяти сезонов — с 1968 по 1977 год, забил около 100 голов, 8 раз был лучшим бомбардиром команды. Девять сезонов из десяти «Спартак» играл в первой лиге, а в 1969 году смог пробиться в высшую лигу чемпионата СССР — там он выступал в сезоне 1970 года. В высшей лиге Кайшаури провёл 30 матчей и забил 8 голов.  

## Достижения

### Командные
1-е место в Первой лиге СССР
- 1969 («Спартак» Орджоникидзе)

1-е место в финальном этапе Первой лиги (выход в Высшую лигу):
- 1969 («Спартак» Орджоникидзе)

### Личные
Лучший бомбардир первой лиги — 58 мячей.
- («Спартак» Орджоникидзе)

Рекордсмен клуба по забитым мячам за один сезон в первой лиге чемпионата СССР — 18 мячей в 1972 г.
- 1972 («Спартак» Орджоникидзе)

## Награды
- Мастер спорта СССР